# Madschlis (Malediven)

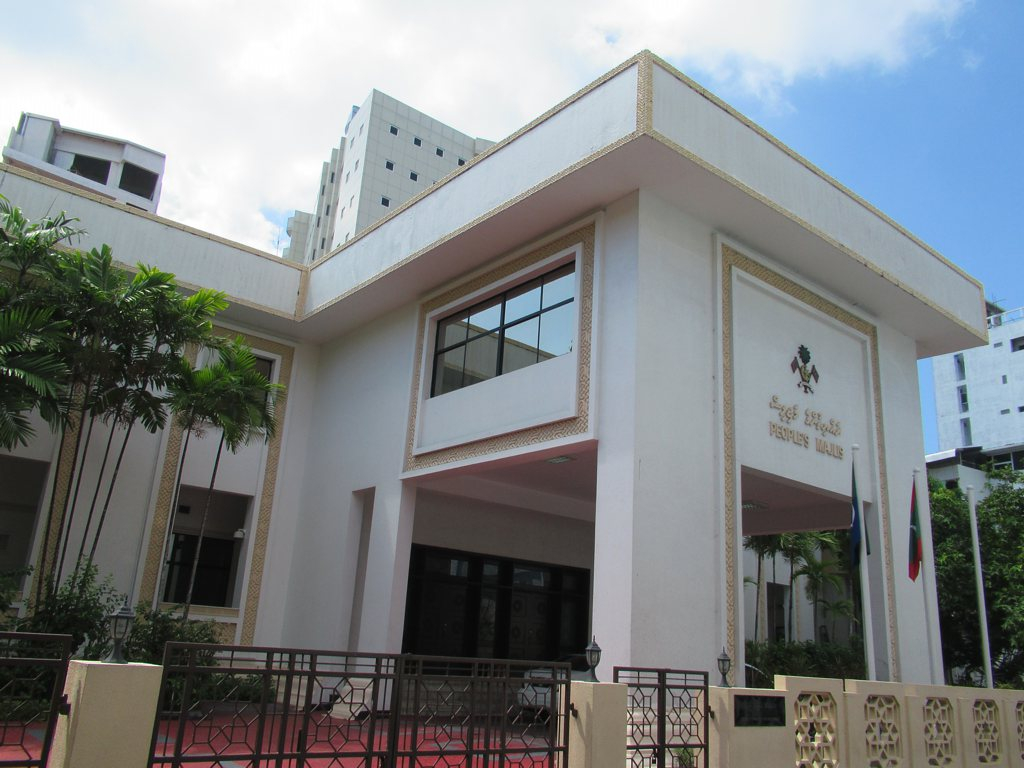
People's Majlis, Sitz des Parlaments (2016)

Das Madschlis (auf Dhivehi ރައްޔިތުންގެ މަޖިލިސް) ist das Parlament im Einkammersystem der Malediven. 85 Abgeordnete werden in das Parlament gewählt. Es befindet sich in der Hauptstadt Malé.
Die letzten Wahlen fanden am 22. März 2014 statt. Hier konnten sich die Progressive Party (PPM) von Staatspräsident Abdulla Yameen und die mit ihr verbündete Jumhooree Party (JP) eine breite Mehrheit sichern.